# Thomas Marshburn
Pour les articles homonymes, voir Marshburn.
Thomas Henry Marshburn est un astronaute américain né le 29 août 1960, vétéran de trois missions spatiales.

## Études
Marshburn est né à Statesville, en Caroline du Nord. Marshburn est diplômé de l'Henderson High School d'Atlanta, en Géorgie, en 1978. Il a obtenu un baccalauréat en physique du Davidson College, en Caroline du Nord, en 1982, et une maîtrise en génie physique de l'Université de Virginie en 1984. Il a reçu un doctorat en médecine de l'Université de Wake Forest en 1989 et une maîtrise en Sciences médicales de l'Université du Texas en 1997. Il a suivi une formation en médecine d'urgence et a travaillé ainsi au Texas et au Massachusetts.

## Récompenses
Marshburn a reçu le prix de la "NASA Superior Achievement Award" en 1998, le prix spécial du vol spatial de la Division spatiale et des sciences de la vie (2003, 2004) et le prix supérieur du Centre spatial Lyndon B. Johnson (janvier 2004). Marshburn est membre de l'Aircraft Owners and Pilots Association, de l'American Academy of Emergency Medicine et de l'Aerospace Medical Association.

## Carrière médicale
Après avoir terminé ses études de médecine, Marshburn a suivi une formation en médecine d'urgence à l'hôpital St. Vincent à Toledo, en Ohio, où il a également travaillé comme médecin de vol. Après trois ans de formation, il a été certifié par l'American Board of Emergency Medicine en 1992. Il a ensuite travaillé comme urgentiste à Seattle, Washington, avant d'être embauché par la NASA à Galveston, Texas. Après avoir terminé la bourse en 1995, il a travaillé comme urgentologue dans des hôpitaux de la région de Houston, au Texas, et au Massachusetts General Hospital, à Boston, au Massachusetts. Pendant ce temps, il a également travaillé comme médecin traitant pour la résidence en médecine d'urgence au Centre des sciences de la santé de l'université du Texas à Houston.

## Carrière à la NASA
Marshburn a rejoint la NASA en novembre 1994, en tant que chirurgien de vol au Johnson Space Center à Houston, au Texas. Il a été affecté aux opérations médicales de la navette spatiale et au programme spatial conjoint US/Russie. De février 1996 à mai 1997, il a été chirurgien de vol pour la NASA au centre d'entraînement des cosmonautes Youri-Gagarine à la cité des étoiles en Russie, puis au centre de contrôle de vol de Korolev en Russie. De juillet 1997 à août 1998, il a été coprésident des opérations médicales du programme Shuttle-Mir. De 1998 à 2000, il a été chirurgien pour STS-98 et chef mécanicien de bord pour la mission STS-101 à la Station spatiale internationale (ISS).
Après avoir passé dix mois en tant que représentant de la NASA à l'équipe Harvard / MIT Smart Medical Systems de l'Institut National de Recherche Biomédicale Spatiale à Boston, il a travaillé en tant que chirurgien en chef pour l'Expédition 7 de l'ISS en 2003 à Houston. Jusqu'à sa sélection comme candidat astronaute, Marshburn a servi comme chef des opérations médicales pour l'ISS. Ses activités comprenaient le développement du programme d'entraînement biomédical pour les médecins, les officiers médicaux des équipages, et la gestion du système de maintenance de la santé de l'ISS.
Marshburn a été sélectionné en mai 2004 dans le groupe 19 d'astronautes de la NASA. Il a terminé sa formation de candidat astronaute en février 2006. Pendant deux années, il avait reçu une formation intensive sur les systèmes de navettes et de stations spatiales et des connaissances en science et technologie, mais aussi un entraînement physiologique, entraînement au vol en T-38 et à la survie en milieu sauvage et humide. Il a été qualifié pour diverses affectations techniques au sein du Bureau des astronautes et des affectations de vol futures en tant que spécialiste de mission.
En mai 2010, Marshburn a été aquanaute lors de la mission NEEMO 14 à bord du laboratoire sous-marin Aquarius, vivant et travaillant sous l'eau pendant quatorze jours.
En décembre 2020, il est désigné membre de SpaceX Crew-3.

### Vols réalisés
- Le premier vol de Marshburn était sur STS-127, qui a décollé le 15 juillet 2009 à 18h03 et a atterri le 31 juillet 2009. La mission a livré à la Station spatiale internationale le système JEM-EF japonais et le module de logistique expérimentale (ELM-ES), tous deux fixés au module japonais Kibo. Marshburn a pris part à trois sorties dans l'espace au cours de la mission[2],[7].
- Marshburn a servi comme ingénieur de vol lors des expéditions 34/35 de la Station spatiale internationale, décollant à bord du Soyouz TMA-07M, le 19 décembre 2012, du cosmodrome de Baïkonour, au Kazakhstan, avec Chris Hadfield de l'Agence spatiale canadienne et le cosmonaute russe Roman Romanenko[1]. L'équipage a été accueilli à bord de l'ISS par Kévin Ford, commandant de l'expédition 34, et par les cosmonautes Evgueni Tarelkine et Oleg Novitski [2]. Le 11 mai 2013, Marshburn et son collègue de l'expédition 35 Christopher Cassidy ont effectué une sortie extravéhiculaire pour remplacer une boîte de contrôleur de pompe soupçonnée d'être à l'origine d'une fuite de liquide de refroidissement à l'ammoniac. Marshburn et son équipage sont retournés sur Terre le 13 mai 2013[2],[8].
- Marshburn part pour une troisième mission sur le Dragon Crew3 de SpaceX à l'automne 2021[9], en tant que membre des expéditions 66/67 de la Station spatiale internationale, en compagnie de Raja Chari, Kayla Barron et Matthias Maurer.

## Galerie

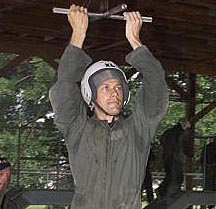
Marshburn en entrainement à la survie en milieu humide.
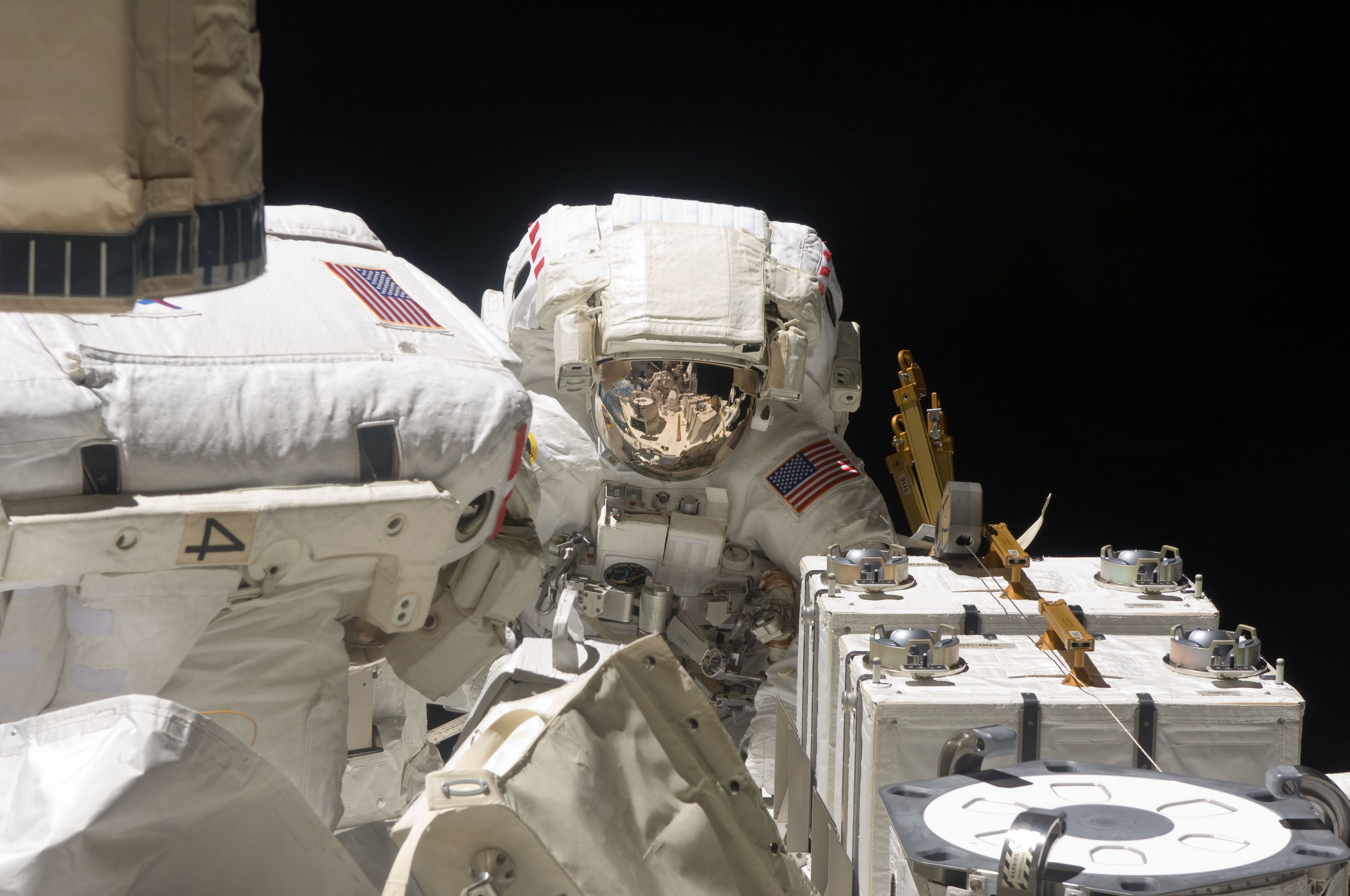
Les astronautes Tom Marshburn (à gauche) et Christopher Cassidy, tous deux spécialistes de la mission STS-127, participent à la cinquième et dernière session d'activité extravéhiculaire de la mission. Au cours de la sortie dans l'espace de 54 minutes, Marshburn et Cassidy ont entre autres sécurisé l'isolation multicouche autour de l'extension Dextre, réparti les canaux d'alimentation pour deux gyroscopes de la station spatiale, installé des caméras vidéo.
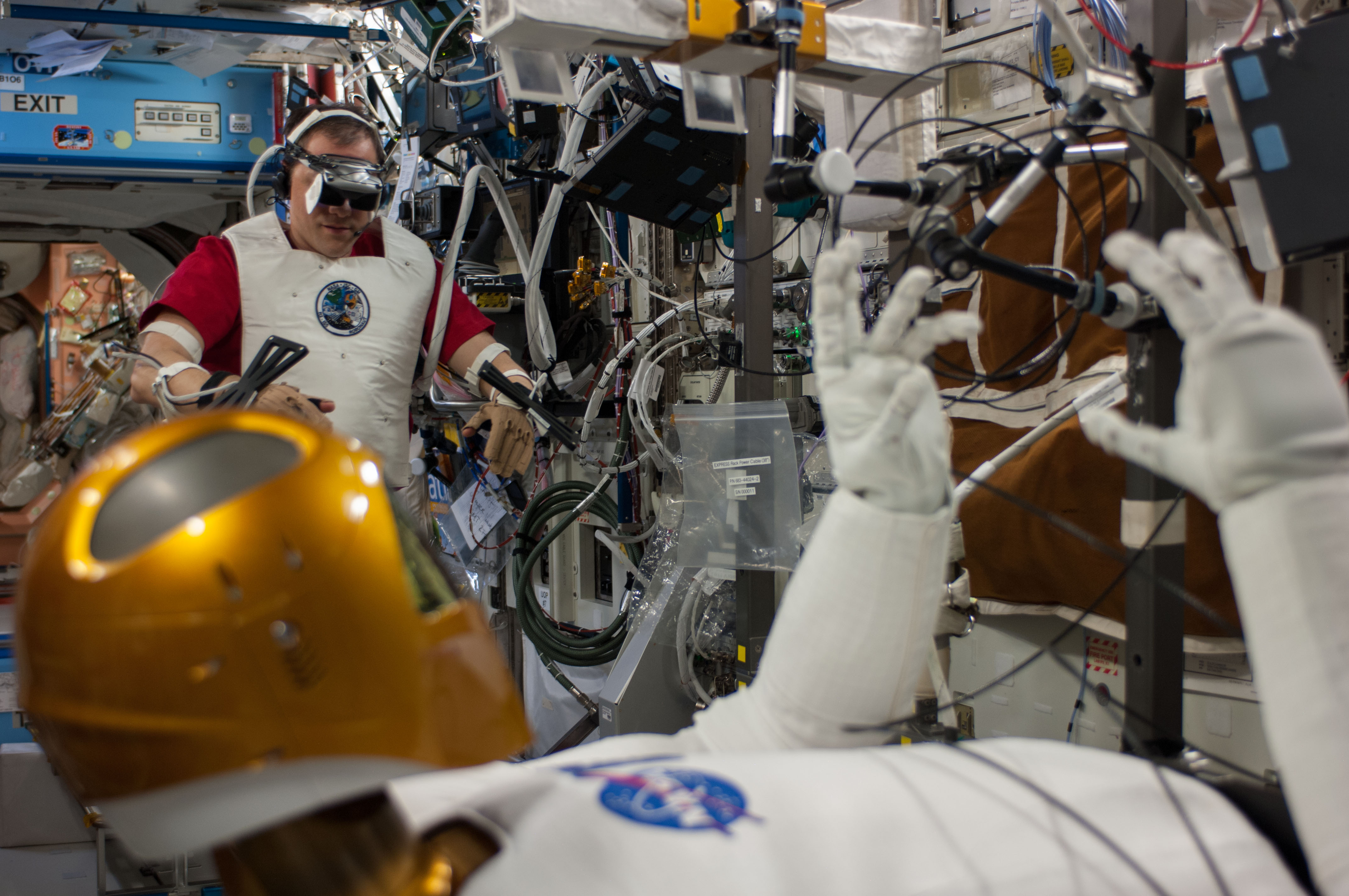
Marshburn utilisant Robonaut 2 lors de sa seconde mission.
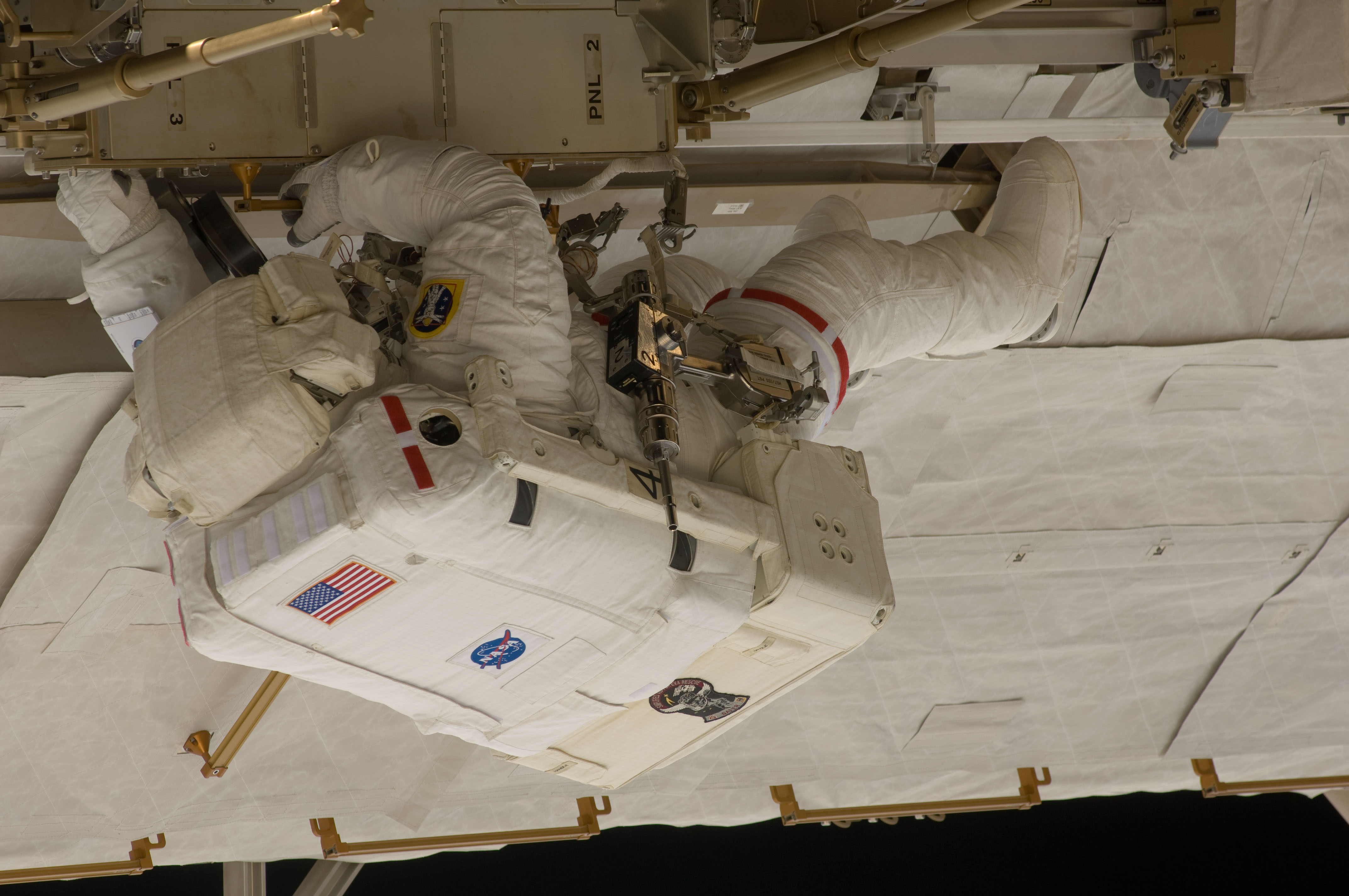
Lors de sa première sortie extravéhiculaire en 2009.